# Quintet per a clarinet (Brahms)
El Quintet per a clarinet i quartet de corda en si menor Op. 115, també conegut com a Quintet per a clarinet Op.115, és una obra de música de cambra composta pel compositor alemany Johannes Brahms l'any 1891 i escrita per al clarinetista Richard Mühlfeld.

## Brahms i el clarinet de Mühlfeld

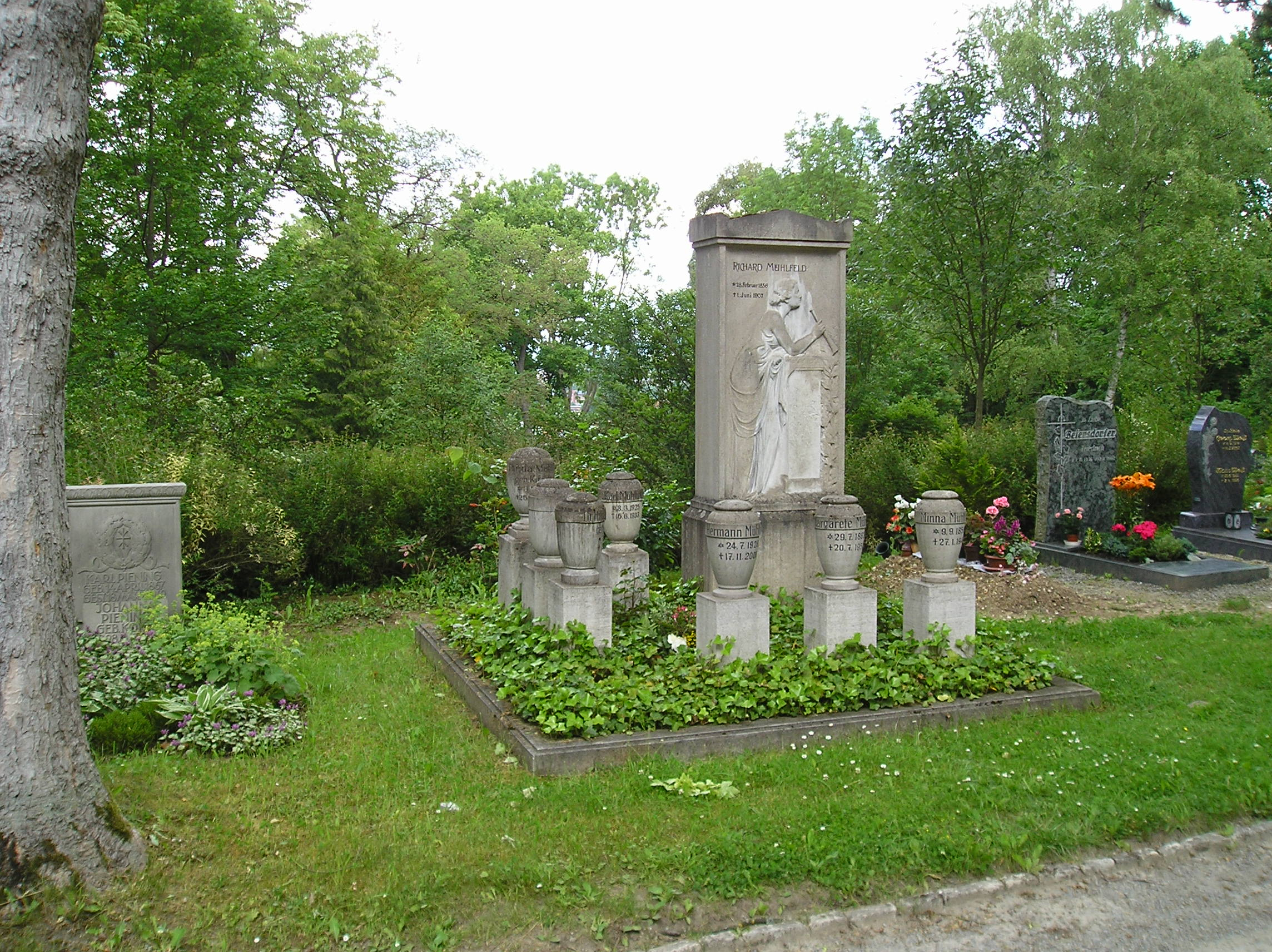
Tomba de Richard Mühlfeld al parc cementiri de Meiningen

El desembre de 1890, en una carta al seu editor, Fritz Simrock, un Brahms de cinquanta-set anys li comunica la seva intenció de deixar de compondre.
| «                                                     | (anglès) With this scrap bid farewell to notes of mine - because it really is time to stop | (català) Considera aquesta ferralla un comiat a les meves notes - perquè realment és l'hora de parar | » |
| — Johannes Brahms, Carta dirigida al seu editor, 1890 |                                                                                            | |   |

La "ferralla" en qüestió era una part del Quintet de corda en sol major Op. 111, que apareixeria publicat el febrer de l'any següent juntament amb una minuciosa revisió que havia realitzat dos anys abans de l'obra primerenca Trio per a piano en si major Op. 8, que havia escrit originalment el 1854.
Les quatre obres de clarinet que escriu entre 1891 i 1894 suposen, per tant, un últim brot creatiu en la vida de Brahms. Aquest canvi de pensament va sorgir després d'escoltar al clarinetista alemany Richard Mühlfeld. Elisabeth von Herzogenberg, una antiga alumna i amiga de Brahms ja li havia parlat entusiasmada de l'habilitat i les capacitats musicals de Mühlfeld, que era llavors el primer clarinet de la Meiningen Court Orchestra des del 1876. Però no és fins que Brahms accepta una invitació del baró von Herzogenberg i de Hans von Bülow per instal·lar-se a Meiningen que el compositor no coneix a Mühlfeld. Von Bülow era aquells anys el director de l'orquestra i ofereix a Brahms fer de la ciutat una segona casa i de l'orquestra i els seus músics un terreny de provatura per les seves noves obres. A la vegada és convidat a dirigir l'orquestra ocasionalment.
És en aquest any, 1891, que Brahms descobreix l'art i la musicalitat de Richard Mühlfeld en un recital en el que interpreta el Concert per a clarinet núm. 1 en fa menor de Weber, el Quintet per a clarinet de Mozart i algunes peces de Ludwig Spohr. De seguida es veu atret per l'enorme potencial del clarinet. Li sedueix el seu inquietant romanticisme i el seu timbre de colors foscos, que s'adeia amb el seu estat anímic en aquell moment: una nostàlgia de tardor d'un home que arriba als seus seixanta anys i veu com molts dels seus millors amics començaven a morir. Mentre escrivia el quintet la mateixa Elisabeth von Herzogenberg va patir una malaltia cardíaca que acabaria amb la seva vida mesos més tard.
Estimulat i inspirat per l'art de Mühlfeld, Brahms escriurà quatre obres que inclouen el clarinet en la plantilla i que esdevindran fites en la seva producció cambrística, i que aviat es convertiran en grans obres de la música de cambra del Romaniticisme:
- Trio per a piano, clarinet i violoncel en la menor Op. 114 (1891)
- Quintet per a clarinet i quartet de corda en si menor Op. 115 (1891)
- Sonata per a clarinet i piano en fa menor Op. 120 núm. 1 (1894)
- Sonata per a clarinet i piano en mi bemoll major Op. 120 núm. 2 (1894)

## Composició i estrena

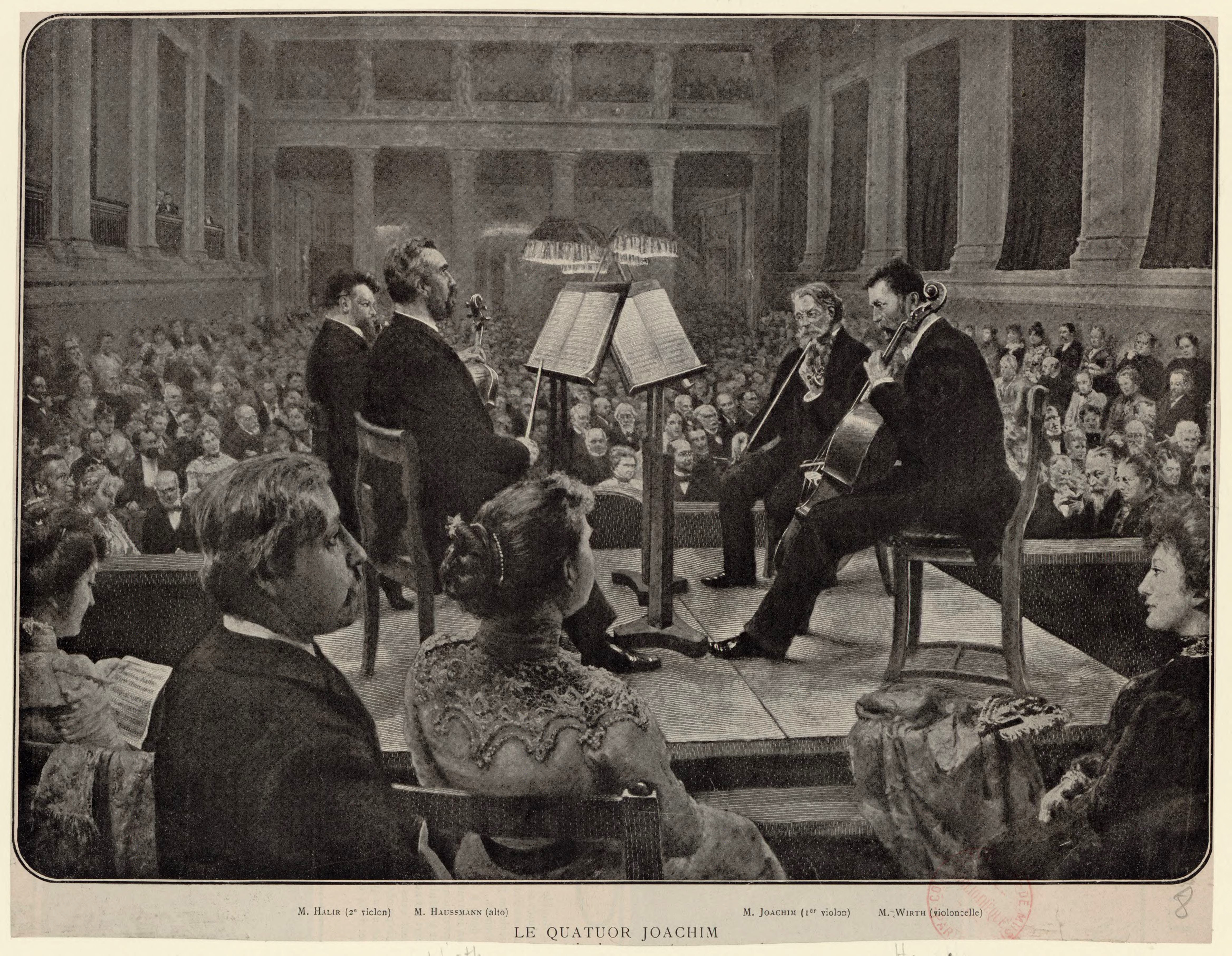
Quartet Joachim

L'obra la completa l'estiu de 1891 a Bad Ischl, el retir de muntanya preferit de Brahms, poc després d'haver acabat el Trio Op. 114. L'últim tribut a Mühlfeld, les dues últimes sonates Op. 120, no seran escrites fins tres anys més tard.
La primera prova en públic del Quintet es fa juntament amb el Trio per a piano, clarinet i violoncel en la menor Op. 114 en una festa privada a Meiningen el dia 24 de novembre de 1891, amb Mühlfeld acompanyat del vell amic de Brahms, Joseph Joachim, tocant la part de primer violí. Tot i això, l'estrena oficial de l'obra per part de Mühlfeld i el Quartet Joachim té lloc a la Saal der Singakademie de Berlín el 12 de desembre del mateix any.
Posteriorment se'n fan interpretacions arreu d'Europa, destacant Londres i Viena.

## Estil
Quan Brahms va escriure el seu Quintet per a clarinet no hi havia molts grans compositors que haguessin escrit per a aquesta formació. Alguns d'ells havien estat Reicha, Weber, Krommer o Glazunov. Però sens dubte una de les grans obres per a aquesta formació l'havia escrit Mozart i sembla clar que Brahms es va inspirar en el Quintet de Mozart per a modelar i donar forma a la seva obra.
Temàticament, tota l'obra té una clara continuïtat al llarg dels quatre moviments que la conformen i un sèrie de subtils interrelacions i metamorfosis temàtiques teixeixen l'obra. Es posa totalment de manifest un procés de variació progressiva. Els temes i motius es van transformant, muten, tornen a aparèixer i s'amplien, donant lloc a una unitat de coherència en tota l'obra. La música del Quintet de Brahms és, per tant, un paradigma d'economia i concisió motívica, fet que també predomina en les seves dues últimes obres: Vier ernste Gesänge Op. 121 i els 11 Preludis Corals Op. 122 per a orgue.
L'estil de Brahms es fa palès en l'obra de manera inconfusible i moltes de les seves marques personals apareixen en primer pla: les síncopes, les hemiòlies, el contrapunt… Però tots aquests elements apareixen en el Quintet impregnats d'una sensació de nostàlgia, de malenconia i d'una consciència compassiva de la fugacitat de la vida.
Geiringer la descriu com «una obra de retrospecció, un comiat. Escenes del passat, glòries i penes, anhels i esperança, es mostren davant el mestre, que les expressa una vegada més amb tons delicadament continguts i melancòlics».

## Estructura
El quintet està escrit per a un clarinet en la i quartet de corda (dos violins, viola i violoncel). Té una duració aproximada de 35 minuts i consta de quatre moviments:
1. Allegro
2. Adagio
3. Andantino - Presto non assai
4. Con moto

### Primer moviment
| 1. Allegro                                                |
|                                                           |
| Interpretat per William McColl i el Orford String Quartet |
|                                                           |

El primer moviment està en compàs de 6/8 i en el to original. El moviment és iniciat per les cordes i només en els primers quatre compassos, Brahms introdueix els elements melòdics que defineixen tot el Allegro i, en general, també l'obra. Ja en el primer moment, Brahms introdueix un element que serà molt present al llarg de tota l'obra: el joc amb l'ambigüitat tonal entre si menor i re major. Els primers compassos semblen pertànyer més al relatiu major, i no és fins compassos més tard que comença a aparèixer de manera clara el si menor. Aquest joc vacil·lant serà recurrent. Després d'un extens desenvolupament ple de remissions temàtiques, aquest moviment mor a través dels temes inicials, de manera semblant com tindrà lloc al final l'obra.

### Segon moviment
El segon moviment es tracta d'un adagio en compàs de 3/4. La tonalitat principal d'aquest segon moviment lent és la de si major. El primer tema és presentat pel clarinet, i flota per damunt d'una ondulació de les cordes amb sordina, que sostenen la línia melòdica amb un seguit de síncopes i ritmes d'hemiòlia.Tot aquesta secció inicial desemboca en una secció central indicada amb un Più lento que ens introdueix en una zona rapsòdica en si menor on, principalment, el clarinet elabora unes figures i girs melòdics acompanyat de tremolos en les cordes i que sembla evocar el món dels gitanos hongaresos pel qual Brahms s'havia interessat tant. Després d'aquesta secció es reexposa la secció inicial en el to de si major.
| 2. Adagio                                                 |
|                                                           |
| Interpretat per William McColl i el Orford String Quartet |
|                                                           |

### Tercer moviment
La calma del segon moviment no s'altera de forma brusca en aquest tercer moviment, ja que Brahms s'allunya de manera completa del caràcter d'un tercer moviment scherzo tradicional. Comença, doncs, amb un andantino gràcil i simple dins d'un compàs de 4/4 (que serà recuperat de manera breu al final del moviment). Més tard, desemboca en un Presto non assai escrit en compàs de 2/4, en el que el tema és una òbvia derivació de les quatre primeres notes de l'andantino. Tot i ser un moviment més ràpid, sempre hi ha present un gran lirisme.
| 3. Andantino                                              |
|                                                           |
| Interpretat per William McColl i el Orford String Quartet |
|                                                           |

### Quart moviment
En el quart moviment, Brahms ens presenta un tema en si menor (amb tocs del seu relatiu major) en un compàs binari de 2/4. Aquest és el material amb el qual construeix les cinc variacions posteriors, l'última de les quals està escrita en compas ternari, fet que permet a Brahms retornar al material temàtic que inicia l'obra, però ara, amb un aire de comiat ombrívol i resignat. En aquest finale s'intueix una inspiració en el Quintet per a clarinet de Mozart, ja que la forma d'aquest quart moviment, tema amb cinc variacions, és la mateixa que utilitza Mozart per al seu últim moviment.
| 4. Con Moto                                               |
|                                                           |
| Interpretat per William McColl i el Orford String Quartet |
|                                                           |